# Wyjście żaków z Krakowa w roku 1549
Wyjście żaków z Krakowa w roku 1549, także Wyjście żaków krakowskich z miasta w 1549 r. – obraz olejny namalowany przez Jana Matejkę jesienią 1892 roku w Krzesławicach podczas pobytu zdrowotnego w wiejskim dworku, należącym do rodziny artysty. Obraz znajduje się w zbiorach Muzeum Narodowego w Krakowie i jest eksponowany w Domu Jana Matejki przy ulicy Floriańskiej.

## Opis obrazu
Na płótnie Matejko przedstawił szczelnie wypełniony tłumem ludzi plac Kleparski. W tle ukazane zostały, zalane światłem wschodzącego słońca, gmachy Krakowa: z prawej Barbakan, Brama Floriańska i w oddali wieże kościoła Mariackiego, po lewej stronie, za bramą widoczna jest sylweta kolegiaty uniwersyteckiej św. Floriana. Centrum kompozycji zajmuje klasztor duchaków z najcenniejszą, gotycką partią murów.
Przedstawione przez Jana Matejkę wydarzenie było wynikiem zatargu, do którego doszło 14 maja 1549 roku w Krakowie, między studentami Akademii Krakowskiej a zbrojną czeladzią księdza kanonika Andrzeja Czarnkowskiego. Służba napadła na bursę studencką Wszystkich Świętych, którą zdemolowała oraz poraniła scholarów, a nawet zabiła jednego studenta (niejakiego Jerzego, syna Jana z Pienian). Sprawa, za wstawiennictwem króla Zygmunta Augusta znalazła miejsce w sądzie, jednak proces nie był prowadzony bezstronnie. Część oburzonych żaków postanowiła opuścić Kraków i przenieść się na inne uniwersytety. Artysta namalował moment kiedy studenci tłumnie opuszczają Kraków. „Obraz z dużą grupą tłoczących się postaci jest utrzymany w brązach i żółcieniach z akcentami koloru czerwonego oraz ciemnej zieleni”.

## Historia obrazu
Wyjścia żaków z Krakowa, jako późne dzieło Jana Matejki, nie spotkało się z dużym zainteresowaniem ze strony badaczy, będąc przede wszystkim łączone z kulisami przedstawionego wydarzenia. W 1882 roku, przebywając w Krzesławicach ze względu na stan zdrowia, Matejko nie porzucił jednak pracy w Komitecie Restauracji Kaplicy Zygmuntowskiej, nadzorował przebieg robót i uczestniczył w posiedzeniach komitetu. Znajdujący się w centrum kompozycji klasztor duchaków z gotycką partią murów, był końcem XIX wieku przedmiotem sporu władz miasta oraz środowisk architektonicznych i konserwatorskich, w który zaangażowany był również Matejko. Konflikt rozpoczął się w lecie 1886 roku, gdy wbrew rekomendacji komisji teatralnej, wskazano lokalizację nowego gmachu teatru miejskiego na ogród św. Ducha, gdzie znajdował się zespół dawnego hospicjum i klasztoru domu krakowskiego Kanoników Ducha Świętego de Saxia. Kraków przeżywał długo oczekiwany rozkwit, jednak wciąż spotykał się z wynikającymi ze strony austriackiej surowymi ograniczeniami i deficytem terenów. Z tego powodu, władze krakowskie były zmuszone do realizacji projektów budowlanych na obszarze Starego Miasta, kosztem likwidacji części zabytkowych.
Wyjście żaków z Krakowa, jest odpowiedzią artysty na rosnący konflikt i zakończoną niepowodzeniem próbę uratowania budynku. Po zburzeniu resztek gmachu św. Ducha, prezydent Feliks Szlachtowski na otwartym posiedzeniu przedstawił jeden z nadsyłanych przez Matejkę listów: „Wobec odprawy, jakiej doznałem od świetnej Rady miasta Krakowa, tytuł honorowego obywatelstwa, nadany mi przed laty dziesięcioma, nie licujący z tym, co zaszło w dniach ostatnich, a trwa już od dawna, zniewala mnie do zwrócenia dyplomu, który obecnie składam”.
Następne akapity omawiały między innymi decyzję Matejki o tym, że Kraków nie będzie oglądać w kolejnych latach jego kolejnych obrazów, a Konstytucja 3 maja 1791 r. będzie ostatnim wystawionym w mieście dziełem. Utajniony przez prezydenta został ostatni ustęp: „Proszę wierzyć: nie złość, ale mimowolny żal do miasta rodzinnego mną powoduje. Tych, co złą wolą (inaczej tego brać nie mogę) najbardziej mnie dotknęli, nie wyklinam... bo za nikczemni! Liberały, jacy dziś w radzie zasiadają, wszystko znaczą, wszystkim kierują, pójdą, przestrzegam – dalej... będą wymiatać stare śmiecie, jak to już dawniej w kościele wawelskim praktykowali, bo znajdą zawsze powolnych rzeczoznawców, którzy wbrew własnemu przekonaniu (gdyż ich przecie za bezrozumnych uważać nie mogę), za niemożebne i walące się mury uznają! Bodaj ci panowie w ostatniej godzinie zastali Chrystusa miłosierniejszym dla siebie, niż oni okazali i okazują jeszcze względu dla czcigodnych murów starego Krakowa! W Krakowie, dnia 23/5 1892 r. p. Jan Matejko”.
Zgodnie z postanowieniem, podobnie jak i innych obrazów z tego okresu, artysta nie pokazał w Krakowie; zobaczyć go można było dopiero na wystawie pośmiertnej, urządzonej w krakowskim Muzeum Narodowym w 1893 roku. Następnie spadkobiercy sprzedali obraz. Przed rokiem 1901 należał on do Karola Szlenkera z Warszawy. Później wielokrotnie zmieniał właściciela, w roku 1938 podczas wystawy Towarzystwa Zachęty Sztuk Pięknych był własnością Banku Amerykańskiego w Polsce, w przededniu II wojny światowej trafił do Muzeum Narodowego w Krakowie (na karcie naukowej obiektu zapisano, że 9 maja 1939 roku został zakupiony za 12 500 zł od Henryka Wąsikiewicza).
Z powodu złego przechowywania podczas okupacji niemieckiej, uległ nieodwracalnym zniszczeniom i mimo prac konserwatorskich, nie udało się przywrócić pierwotnej intensywności barw.